# 와타나베의 건물탐방
와타나베의 건물탐방(일본어: 渡辺篤史の建もの探訪)은 TV 아사히 계열 외에서 방송중인 주택과 관련되어 있는 정보를 가진 오락 프로그램이다. 1989년 4월 1일부터 첫 방송을 시작하였고, 2003년 12월부터 음성 방식을 스테레오로 송출되어 있다. 그래서 해당 프로그램을 다루는 제작 형태는 대체적으로 와타나베 아쓰시의 간무리반구미로 이루어져 있다. 또한 TV 아사히 및 일본 케이블 텔레비전의 공동으로 기획하여 제작된 프로그램이다. 총 편성 분량은 25분이며, 방송 시간은 매주 토요일 오전 4시 30분부터 4시 55분까지이다. 한국의 경우 과거 홈스토리와 스카이 A&C, 스카이 ICT, 채널J, 채널W 등을 통해 편성된 적이 있었다.

## 같이 보기
- 구해줘! 홈즈
- 건축탐구 - 집
- 홈데렐라
- 좋은 아침 하우스
- 바퀴 달린 집
- 집 나와라 뚝딱(영어판)